# Аврамівка (Амурська область)
Аврамівка (рос. Аврамовка) — село у Завітінському районі Амурської області Російської Федерації. Розташоване на території українського історичного та етнічного краю Зелений Клин.
Входить до складу муніципального утворення Болдирівська сільрада. Населення становить 34 особи (2018).

## Історія
Аврамівка утворилася у 1908 році, названа по імені першого жителя.
З 20 жовтня 1932 село року ввійшло до складу новоутвореної Амурської області.
З 1 січня 2006 року входить до складу муніципального утворення Болдирівська сільрада.

## Населення
| 2002 | 2010 | 2012 | 2013 | 2014 | 2015 | 2016 |
| ---- | ---- | ---- | ---- | ---- | ---- | ---- |
| 116  | ↘63  | ↘54  | ↗55  | ↘52  | ↘39  | ↘36  |
| 2017 | 2018 |      |      |      |      |      |
| ↘34  | →34  |      |      |      |      |      |